# Blauastrild
Der Blauastrild (Uraeginthus angolensis), auch Angola-Schmetterlingsfink oder Blauohriger Schmetterlingsfink genannt, ist eine afrikanische Art aus der Familie der Prachtfinken.
Er ist ein naher Verwandter des Blaukopfastrilden. Beiden Arten fehlt der rote Ohrfleck des Gemeinen Schmetterlingsfinken (Uraeginthus bengalus).

## Beschreibung

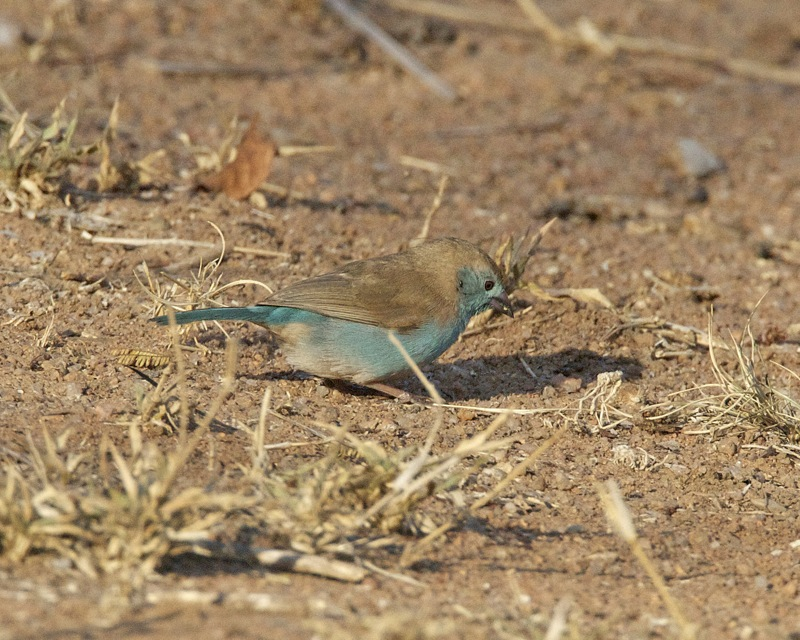
Blauastrild

Blauastrilde erreichen eine Körperlänge von 12 Zentimeter. Männchen und Weibchen weisen dieselbe Gefiederfärbung auf, allerdings sind die Weibchen matter blau als die Männchen. Der Kopf und die Oberseite sind blassbraun, der Bürzel und der Schwanz ist leuchtend blau. Ebenso sind die Wangen, die Zügel und ein breiter Streif über dem Auge blau. Auch Hals, Brust und Körperseiten weisen diese Farbe auf, wobei das Blau zum Rücken hin stark aufhellt. Die Intensität der Blautöne im Federkleid des Blauastrilds variiert je nach Unterart. Die Unterart U. a. natalensis hat ein besonders intensives und sattes Blau.
Die Weibchen haben einen fast schwarzen Schnabel, wodurch sie von Weibchen anderer Blauastrilde unterscheidbar sind. Die Färbung der Jungvögel variiert je nach Unterart. Sie sind aber gewöhnlich bräunlicher als die Weibchen.

## Verbreitung und Lebensweise
Das Verbreitungsgebiet dieser Prachtfinkenart ist das südöstliche Afrika. Die Hauptverbreitung liegt in Angola, Sambia, Mosambik und Tansania neben isolierten  Vorkommen in der Demokratischen Republik Kongo, Botswana, Namibia und Südafrika. Ihr Lebensraum sind Dornbuschsavannen und lichte Akazienwälder in der Nähe von Gewässern. Meist sind sie am Spätnachmittag am Rand von Wasserlöchern oder Wasserläufen zu beobachten. Sie haben sich auch menschlichen Siedlungsraum erschlossen und kommen häufig am Rand von Dörfern und selbst in Gärten größerer Städten vor. In den Regionen, in denen sich das Verbreitungsgebiet des Blauastrilds mit dem des Schmetterlingastrilden überlappt, bevorzugen sie im Vergleich zu dieser Art offeneres und trockeneres Gelände. Der Warnruf der Art ist ein hartes, lautes und schnelles tschack-tschack-tschack. Der Gesang besteht aus gequetschten Lauten.
Die Brutzeit variiert in Abhängigkeit vom Klima des jeweiligen Lebensraums. Das Nest wird nur vom Weibchen errichtet, allerdings bringen beide Geschlechter Nistmaterial heran. Blauastrilde zeigen eine Halmbalz. Das Männchen, das einen Grashalm im Schnabel trägt, setzt sich dabei so ins Geäst, dass sein Schwanz in Richtung Weibchen weist. Er legt dann den Kopf ins Genick, so dass der Schnabel mit dem Halm in Verlängerung zum Himmel zeigt. Unter Kopfnicken hüpft es auf und ab und singt. Das paarungsbereite Weibchen fordert mit Schwanzflirren und Bettellauten das Männchen dann zur Kopula auf. Das Gelege besteht aus drei bis fünf Eiern und wird 13 bis 14 Tage bebrütet. Die Nestlingszeit beträgt 18 bis 20 Tage. Anschließend werden die Jungvögel außerhalb des Nests weitere zwei Wochen lang vom Vater gefüttert.

## Bedeutung für den Menschen
Blauastrilde werden selten in Käfigen und Volieren gepflegt und gezüchtet. Die Daten der ersten Einfuhr und der Erstzucht sind nicht bekannt.

## Unterarten
Laut IOC World Bird List sind drei Unterarten akzeptiert:
- Uraeginthus angolensis angolensis (Linnaeus, 1758) Die Nominatform kommt in São Tomé und Príncipe, dem Südwesten der Demokratischen Republik Kongo, im Norden von Angola und dem Nordwesten Sambias vor.
- Uraeginthus angolensis niassensis Reichenow, 1911 ist in der Demokratischen Republik Kongo, in Zentral-Sambia und vom Osten Tansanias bis in den Nordosten Südafrikas präsent.
- Uraeginthus angolensis cyanopleurus Wolters, 1963 ist im südlichen Angola, dem südwestlichen Sambia, dem nordwestlichen Simbabwe und dem nördlichen Botswana verbreitet

Andere Autoritäten, wie beispielsweise das Handbook of the Birds of the World, sehen in...
- Uraeginthus angolensis damarensis (Reichenow, 1904)

- Uraeginthus angolensis natalensis (Zedlitz, 1911)

...weitere Unterarten.

## Belege

### Einzelbelege
1. ↑   Nicolai et al., S. 184
2. ↑   Nicolai et al., S. 185
3. ↑  IOC World bird list Waxbills, parrotfinches, munias, whydahs, Olive Warbler, accentors, pipits